# 道德的形上學
道德的形上學，牟宗三提出的理論，新儒家其中一種學說。亦可以此為概括牟宗三的整個道德思想體系，需與康德的道德底形上學以作區分。他認為，道德底上學是從形上學角度解釋道德，而道德的形上學則是道德的角度解釋形上學。

## 釋義
按牟宗三解釋，儒家所謂「仁」，所謂「本心」並非僅指道德意義上的主體，而應當視為宇宙萬有的本體，故稱「道德的形上學」。也就是指儒家的內聖心性之學，又可以叫作「成德之教」。

## 背景
新文化運動以來，知識份子反傳統思潮，故此牟宗三提出道統、學統及政統並建主張。以發展內聖外王的思想。牟宗三認為，這是貫通天人性命的心性之學機會，並且可藉此以儒家方式探尋人生宇宙的本源。他先區分外王，外王即為以知識發展科學以及邏輯與客觀的知識問題，當中需顧及學統與政統的建立。學統則融攝希臘的邏輯理性與知識理性，政統則建立民主憲政。內聖即是思考人生終極意義的問題，涉及人生價值理想及心靈最高的境界，亦即價值的心靈，道統就由此得出。

## 理論
於《心體與性體》中，他詳述了道德的形上學。首先，他認為康德的《道德基礎形上學》及《實踐理性批判》未能達到「宇宙的情懷，道德理性之形而上的宇宙論的意義」。他先批判：「因為康德的步步分解建構的思考限制了他，並且無一個具體清澈，精誠惻怛的表現。」並且把「意志自由」、「靈魂不滅」及「上帝存在」這三個概念視為道德基礎，故牟宗三稱康德的道德哲學為「道德的神學」。他認為康德並未從道德的角度解釋形上學，因他的理論重點在於道德，而非形上學。而牟宗三的道德的形上學重點則在形上學，並且詳述本體宇宙論，故此康德只建構了「道德底形上學」，而非「道德的形上學」。
道德形上學重點在形上學，旨在本體宇宙論的陳述，係由道德實踐中之澈至與聖證而成者，它不僅是道德的，也是存有的，是道德與存有的融合。」（牟宗三《心體與性體（一）》4-5頁）
除此外，牟宗三亦批判了康德的定言令式，康德在詳述自由之理念時，他認為只是一種假設。然而若定言令式把自由視作只是一個假設時，「定言令式」、道德律必定落空。故此牟宗三認為康德並未完全參透。

### 融攝儒家學說
牟宗三認為，要先考察「純粹理性如何實踐」。他先區分《純粹理性批判》中的純粹理性和「純粹的實踐理性說」。因《純粹理性批判》中的純粹理性意指思辨理性說，而實踐理性說則是「自主自律的意志所自給的具有普遍妥當性的道德法則」。定言令式應沒有感性的成份在內，所以是純理性。如果是純理性，沒有感性的成份，那麼就沒有「任何先對感興趣的對象所觸發」，這完全是依靠自身就能生起作用。牟宗三將其解說為「透過理性的因果性」，又可以稱「意志底因果性」，而康德則稱為「特種因果性」。由此，問題則導向成「既然定言命令沒有感性的成份，完全純理性，那麼人何以對道德法則感興趣？」此時，牟宗三就開始把儒家思想引入。在當時，孟子亦探討過同樣議題：「理義何以能悅我心？」當時，孟子則回應道：「理義之悅我心，猶芻豢之悅我口。」意思就是，理義悅心是定然的，本不須任何原因，由此問題就只餘下何謂心。心亦可從上下其解，若上解則為超越本心，超越本心了就自然是理義悅心的解說。但若下解則成私欲之心，若私欲之心就不成理義。故此牟宗三認為，「心」此義正是康德並未注意到。
然而，康德亦有一說為「興趣是理性由之以成為實踐者，即是說，它是決定意志的一個原因」。要是如此，那麼只要把「心」的意思上解成道德情感，由此超越本心，那麼「理義何以能悅我心」的問題就得到解決。但問題是，當時康德只從客觀上講，使法則決定意志，並且此意志是從「理」上來說。（康德的定言令式把法則置最高，並且要成普遍法則，故此導向成「理」）。由於康德對「理」和「意志」並未作詳細解說，故此便把「道德法則何以能悅我心」成不可理解。如果當時康德正視「興趣是決定意志的一個原因」並加以詳解，就能成主觀性原則，那麼「理義悅心」的問題就得以解決，而「理性如何能實踐」亦得解決。然而，此地方正是當時中國哲學王陽明所著力的地方。當時王陽明把心直接解作理，是謂心即理。
當本心仁體或視為本心仁體之本質的作用的自由意志發佈無條件的定然命令時，即它給其自己一道德法則時，乃是它自身之不容已，此即為「心即理」義。（牟宗三《智的直覺與中國哲學》（第十八章）251頁）
當超越本心，上升至本體論，則可成為「道德判斷之標準」。由此該本體即屬自由意志，從這自由意志發佈定言令式時，就等如蘊含道德法則。此主客觀性的統一，使其理義悅我心，我心悅理義。由此融攝於康德學說，即可解決「理義悅心」的問題。

#### 兩層存有論
然而，牟宗三亦認為中國傳統哲學有所缺失，因傳統的儒者只重視上解，而忽略下解。從而使中國傳統只有「無執的存有論」，而缺乏「執的存有論」。依康德言，即本體與現象之意。於牟宗三看來，真正的道德的形上學應包含兩層存有論，亦即包含「無執的存有論」與「執的存有論」（本體的存有論與現象的存有論）。而西方正好跟中國傳統相反，只有現象的存有論而缺乏本體的存有論，因此牟宗三認為正好互補不足，使中國傳統哲學和康德哲學形式新的綜合。